# 화산중학교 (경북)
화산중학교(花山中學校)는 대한민국 경상북도 영천시 화산면 유성리에 있는 공립 중학교이다.

## 학교 연혁
- 1957년 2월 6일 : 신령중 화산 분교 인가(3학년)
- 1970년 3월 1일 : 화산중학교 개교, 초대 이상천 교장 취임
- 1996년 3월 1일 : 도지정 인성교육 자율시범학교 운영(2년간)
- 2006년 3월 1일 : 도교육청 지정 '사이버가정학습' 시범학교 운영 (~2008.02.29)
- 2011년 3월 1일 : 도교육청 지정 '창의적 체험활동' 연구학교 운영 (~2013.02.28)
- 2014년 3월 1일 : 교육부요청 도지정 경제교육 연구학교 운영 (~2016.2.29)
- 2022년 2월 11일 : 제52회 졸업식(졸업생 4명) 졸업생 누계 4,738명
- 2023년 3월 1일 : 제19대 이종민 교장 부임
- 2024년 3월 4일 : 입학식(신입생 2명)

## 참고 자료
- 화산중학교 - 한국교육학술정보원 학교알리미